# Anthony Pettis
Anthony Paul Pettis (Milwaukee, Wisconsin; 27 de enero de 1987) es un artista marcial mixto estadounidense que actualmente compite en la categoría de peso ligero en Global Fight League. Pettis es ex-campeón de peso ligero de WEC y ganó una vez  campeonato de peso ligero de UFC.

## Biografía
Anthony Pettis creció en el lado sur de Milwaukee, Wisconsin, junto con sus hermanos, el mayor Ray Pettis y su hermano menor Sergio Pettis. Pettis tiene ascendencia de México y Puerto Rico, su abuelo cambió el apellido de Pérez a Pettis, para evitar la discriminación. Pettis fue a High School Dominican. Comenzó a entrenar Taekwondo y Boxeo a una edad muy temprana. Pettis tiene algunos movimientos llamativos de Capoeira.

## Carrera en artes marciales mixtas

### Ultimate Fighting Championship
En octubre de 2010, World Extreme Cagefighting se fusionó con el Ultimate Fighting Championship. Como parte de la fusión, la mayoría de los peleadores de WEC se transfirieron a UFC.
Pettis debutó en UFC contra Clay Guida el 4 de junio de 2011 en The Ultimate Fighter 13 Finale. Guida derrotó a Pettis por decisión unánime.
Pettis derrotó a Jeremy Stephens por decisión dividida el 8 de octubre de 2011 en UFC 136 en una pelea muy reñida.
El 26 de febrero de 2012, Pettis se enfrentó a Joe Lauzon en UFC 144. Pettis ganó la pelea por nocaut en la primera ronda, ganando así el premio al KO de la Noche.
Pettis se enfrentó a Donald Cerrone el 26 de enero de 2013 en UFC on Fox 6. Pettis ganó la pelea por nocaut técnico en la primera ronda, ganando así el premio al KO de la Noche.
Pettis finalmente obtuvo una oportunidad por el título de peso ligero sustituyendo al lesionado TJ Grant contra Benson Henderson el 31 de agosto de 2013 en UFC 164. Pettis derrotó a Henderson por sumisión en la primera ronda, ganando así el Campeonato de Peso Ligero de UFC. Tras su actuación, Pettis logró ganar el premio a la Sumisión de la Noche.
El 6 de diciembre de 2014, Pettis se enfrentó a Gilbert Meléndez en UFC 181. Pettis ganó la pelea por sumisión en la segunda ronda, ganando así el premio a la Actuación de la Noche y defender así el campeonato.
El 14 de marzo de 2015, Pettis se enfrentó a Rafael dos Anjos en UFC 185. Pettis perdió la pelea por decisión unánime.
Pettis se enfrentó a Eddie Alvarez el 17 de enero de 2016 en UFC Fight Night 81. Pettis perdió la pelea por decisión dividida.
El 23 de abril de 2016, Pettis se enfrentó a Edson Barboza en UFC 197. Pettis perdió la pelea por decisión unánime.
En los talones de una racha de tres derrotas consecutivas, Pettis anunció en junio de 2016 su intención de caer en peso pluma para su próxima pelea. Pettis luchó con Charles Oliveira en su debut en peso pluma el 27 de agosto de 2016, en UFC en Fox 21. Pettis ganó la pelea por sumisión de guillotina en la tercera ronda.
Pettis se enfrentó a Max Holloway por el Campeonato Interino de Peso Pluma de UFC el 10 de diciembre de 2016, en el UFC 206. En el pesaje, Pettis llegó a las 148 libras, tres libras por encima del límite de peso pluma de 145 libras para una pelea de campeonato. Como resultado, en caso de que Pettis ganara la pelea con Holloway, no sería elegible para ser campeón. Pettis también recibió una multa del 20% de su pago, que fue para Holloway y la pelea se llevó a cabo en un peso acordado. Pettis es el primer peleador en perder peso para una pelea por un campeonato de UFC desde Travis Lutter en UFC 67 en febrero de 2007. Perdió la pelea por nocaut técnico en la tercera ronda.
Pettis se enfrentó a Jim Miller en una pelea de peso ligero el 8 de julio de 2017 en UFC 213. Ganó la pelea por decisión unánime.
Pettis se enfrentó a Dustin Poirier el 11 de noviembre de 2017 en UFC Fight Night 120. Perdió la pelea tras no poder continuar por una rotura de costilla en la tercera ronda, aunque se anunció como derrota por TKO. Esta pelea también le valió el premio extra a la Pelea de la Noche.
Se esperaba que Pettis se enfrentara a Michael Chiesa el 7 de abril de 2018 en UFC 223, pero la pelea fue cancelada dos días antes del evento después de que Chiesa se lesionara en un incidente en el que Conor McGregor arrojó una valla por la ventana del autobús. Chiesa estaba adentro. Los fragmentos de la ventana destrozada cortaron a Chiesa, quien fue considerado apto para pelear por la comisión atlética.
Pettis se enfrentó a Tony Ferguson (excampeón interino de peso ligero) en el UFC 229. Luego de romperse la mano y no poder continuar, al finalizar el segundo asalto Ferguson fue declarado ganador por TKO.
El 19 de enero de 2019, se anunció que Pettis regresaría al peso wélter por primera vez desde 2008 para enfrentar a Stephen Thompson. Esta pelea fue el evento estelar de UFC on ESPN+ 6 el 23 de marzo de 2019. Pettis ganó la pelea por nocaut en la segunda ronda. Tras el combate, recibió el premio a la Actuación de la Noche.

### Professional Fighters League
Tan solo un día después de anunciar que probaría la agencia libre, Pettis anunció el 23 de diciembre de 2020 que había firmado un contrato de múltiples peleas con la Professional Fighters League y que competiría como peso ligero en la temporada 2021.
Pettis hizo su debut en la PFL contra Clay Collard el 23 de abril de 2021 en PFL 1. Perdió la pelea por decisión unánime.
Pettis estaba programado para enfrentarse a Alexander Martínez en PFL 4 el 10 de junio de 2021. Sin embargo, se retiró por enfermedad y Martínez se enfrentó a Natan Schulte. El oponente de Schulte, Raush Manfio, se enfrentó a Pettis en PFL 6 el 25 de junio de 2021. Pettis perdió la reñida pelea por decisión dividida.

### Global Fight League
El 11 de diciembre de 2024, se anunció que Pettis firmó con Global Fight League (GFL). Está previsto que se enfrente a Benson Henderson en mayo de 2025 en Los Ángeles.

## Vida personal
Junto con Duke Roufus, Pettis posee el Bar Showtime Sports en Milwaukee.

## Campeonatos y logros
- Ultimate Fighting Championship
  - Campeón de Peso Ligero de UFC (una vez)
  - KO de la Noche (dos veces)
  - Sumisión de la Noche (una vez)
  - Actuación de la Noche (tres veces)
  - Pelea de la Noche (dos veces)

- World Extreme Cagefighting
  - Campeón de Peso Ligero de WEC (una vez, último)
  - KO de la Noche (una vez)
  - Sumisión de la Noche (una vez)
  - Pelea de la Noche (una vez)

- Gladiators Fighting Series
  - Campeón de Peso Ligero GFS (una vez)

- FIGHT! Magazine
  - Revelación del Año (2010)

- MMAFighting.com
  - Pelea del Año (2010) vs. Benson Henderson el 16 de diciembre[34]

- Sherdog
  - Peleador Revelación del Año (2010)[35]
  - Equipo más violento del Año (2010)[36]

## Récord en artes marciales mixtas
| Resultado | Récord | Oponente              | Método                           | Evento                               | Fecha                   | Ronda | Tiempo | Localización                | Notas                                                                              |
| --------- | ------ | --------------------- | -------------------------------- | ------------------------------------ | ----------------------- | ----- | ------ | --------------------------- | ---------------------------------------------------------------------------------- |
| Derrota   | 25-14  | Stevie Ray            | Decisión (unánime)               | PFL 7                                | 5 de agosto de 2022     | 3     | 5:00   | Ciudad de Nueva York        |                                                                                    |
| Derrota   | 25-13  | Stevie Ray            | Sumisión (twister)               | PFL 5                                | 24 de junio de 2022     | 2     | 3:57   | Atlanta, Georgia            |                                                                                    |
| Victoria  | 25-12  | Myles Price           | Sumisión (triangle choke)        | PFL 3                                | 6 de mayo de 2022       | 3     | 5:00   | Arlington, Texas            |                                                                                    |
| Derrota   | 24-12  | Raush Manfio          | Decisión (dividida)              | PFL 6                                | 25 de junio de 2021     | 3     | 5:00   | Atlantic City, Nueva Jersey |                                                                                    |
| Derrota   | 24-11  | Clay Collard          | Decisión (unánime)               | PFL 1                                | 23 de abril de 2021     | 3     | 5:00   | Atlantic City, Nueva Jersey |                                                                                    |
| Victoria  | 24-10  | Alex Morono           | Decisión (unánime)               | UFC Fight Night: Thompson vs. Neal   | 19 de diciembre de 2020 | 3     | 5:00   | Las Vegas, Nevada           |                                                                                    |
| Victoria  | 23–10  | Donald Cerrone        | Decisión (unánime)               | UFC 249                              | 9 de mayo de 2020       | 3     | 5:00   | Jacksonville, Florida       |                                                                                    |
| Derrota   | 22–10  | Carlos Diego Ferreira | Sumisión (rear-naked choke)      | UFC 246                              | 18 de enero de 2020     | 2     | 1:46   | Paradise, Nevada            |                                                                                    |
| Derrota   | 22–9   | Nate Diaz             | Decisión (unánime)               | UFC 241                              | 17 de agosto de 2019    | 3     | 5:00   | Anaheim, California         |                                                                                    |
| Victoria  | 22–8   | Stephen Thompson      | KO (golpe)                       | UFC Fight Night: Thompson vs. Pettis | 23 de marzo de 2019     | 2     | 4:55   | Nashville, Tennessee        | Debut en el peso wélter; Actuación de la Noche.                                    |
| Derrota   | 21–8   | Tony Ferguson         | TKO (parada médica)              | UFC 229                              | 6 de octubre de 2018    | 2     | 5:00   | Paradise, Nevada            | Pelea de la noche.                                                                 |
| Victoria  | 21–7   | Michael Chiesa        | Sumisión (triangle armbar)       | UFC 226                              | 7 de julio de 2018      | 2     | 0:52   | Paradise, Nevada            | Actuación de la Noche.                                                             |
| Derrota   | 20–7   | Dustin Poirier        | TKO (lesión en la costilla)      | UFC Fight Night: Poirier vs. Pettis  | 11 de noviembre de 2017 | 3     | 2:08   | Norfolk, Virginia           | Pelea de la Noche.                                                                 |
| Victoria  | 20–6   | Jim Miller            | Decisión (unánime)               | UFC 213                              | 8 de julio de 2017      | 3     | 5:00   | Las Vegas, Nevada           | Regreso a peso ligero.                                                             |
| Derrota   | 19–6   | Max Holloway          | TKO (golpes)                     | UFC 206                              | 10 de diciembre de 2016 | 3     | 4:50   | Toronto, Ontario            | Por el Campeonato Interino de Peso Pluma de UFC.                                   |
| Victoria  | 19–5   | Charles Oliveira      | Sumisión (guillotine choke)      | UFC on Fox: Maia vs. Condit          | 27 de agosto de 2016    | 3     | 1:49   | Vancouver, British Columbia | Debut en el Peso Pluma de la UFC.                                                  |
| Derrota   | 18–5   | Edson Barboza         | Decisión (unánime)               | UFC 197                              | 23 de abril de 2016     | 3     | 5:00   | Las Vegas, Nevada           |                                                                                    |
| Derrota   | 18–4   | Eddie Alvarez         | Decisión (dividida)              | UFC Fight Night: Dillashaw vs. Cruz  | 17 de enero de 2016     | 3     | 5:00   | Boston, Massachusetts       |                                                                                    |
| Derrota   | 18–3   | Rafael dos Anjos      | Decisión (unánime)               | UFC 185                              | 14 de marzo de 2015     | 5     | 5:00   | Dallas, Texas               | Perdió el Campeonato de Peso Ligero de UFC.                                        |
| Victoria  | 18–2   | Gilbert Meléndez      | Sumisión (guillotine choke)      | UFC 181                              | 6 de diciembre de 2014  | 2     | 1:53   | Las Vegas, Nevada           | Defendió el Campeonato de Peso Ligero de UFC; Actuación de la Noche.               |
| Victoria  | 17–2   | Benson Henderson      | Sumisión (armbar)                | UFC 164                              | 31 de agosto de 2013    | 1     | 4:31   | Milwaukee, Wisconsin        | Ganó el Campeonato de Peso Ligero de UFC; Sumisión de la Noche.                    |
| Victoria  | 16–2   | Donald Cerrone        | TKO (patada al cuerpo y golpes)  | UFC on Fox: Johnson vs. Dodson       | 26 de enero de 2013     | 1     | 2:35   | Chicago, Illinois           | KO de la Noche.                                                                    |
| Victoria  | 15–2   | Joe Lauzon            | KO (patada a la cabeza y golpes) | UFC 144                              | 26 de febrero de 2012   | 1     | 1:21   | Saitama                     | KO de la Noche.                                                                    |
| Victoria  | 14–2   | Jeremy Stephens       | Decisión (dividida)              | UFC 136                              | 8 de octubre de 2011    | 3     | 5:00   | Houston, Texas              |                                                                                    |
| Derrota   | 13–2   | Clay Guida            | Decisión (unánime)               | The Ultimate Fighter 13 Finale       | 4 de junio de 2011      | 3     | 5:00   | Las Vegas, Nevada           |                                                                                    |
| Victoria  | 13–1   | Benson Henderson      | Decisión (unánime)               | WEC 53                               | 16 de diciembre de 2010 | 5     | 5:00   | Glendale, Arizona           | Ganó el Campeonato de Peso Ligero de WEC; Pelea de la Noche; Pelea del Año (2010). |
| Victoria  | 12–1   | Shane Roller          | Sumisión (triangle choke)        | WEC 50                               | 18 de agosto de 2010    | 3     | 4:51   | Las Vegas, Nevada           | Sumisión de la Noche.                                                              |
| Victoria  | 11–1   | Alex Karalexis        | Sumisión (triangle choke)        | WEC 48                               | 24 de abril de 2010     | 2     | 1:35   | Sacramento, California      |                                                                                    |
| Victoria  | 10–1   | Danny Castillo        | KO (patada a la cabeza y golpes) | WEC 47                               | 6 de marzo de 2010      | 1     | 2:27   | Columbus, Ohio              | KO de la Noche.                                                                    |
| Derrota   | 9–1    | Bart Palaszewski      | Decisión (dividida)              | WEC 45                               | 19 de diciembre de 2009 | 3     | 5:00   | Las Vegas, Nevada           |                                                                                    |
| Victoria  | 9–0    | Mike Campbell         | Sumisión (triangle choke)        | WEC 41                               | 7 de junio de 2009      | 1     | 1:49   | Sacramento, California      |                                                                                    |
| Victoria  | 8–0    | Gabe Walbridge        | TKO (golpes)                     | GFS: Season's Beatings               | 13 de diciembre de 2008 | 1     | 0:56   | Milwaukee, Wisconsin        | Defendió el Campeonato de Peso Ligero de GFS.                                      |
| Victoria  | 7–0    | Jay Ellis             | Sumisión (golpes)                | GFS 55                               | 4 de octubre de 2008    | 1     | 1:12   | Milwaukee, Wisconsin        | Defendió el Campeonato de Peso Ligero de GFS.                                      |
| Victoria  | 6–0    | Sherron Leggett       | Decisión (dividida)              | GFS: Fight Club                      | 21 de junio de 2008     | 3     | 5:00   | Milwaukee, Wisconsin        | Ganó el Campeonato de Peso Ligero de GFS.                                          |
| Victoria  | 5–0    | Mike Lambrecht        | KO (patada a la cabeza)          | GFS: Knockout Kings                  | 19 de marzo de 2008     | 1     | 1:49   | Milwaukee, Wisconsin        |                                                                                    |
| Victoria  | 4–0    | George Barrazza       | TKO (golpes)                     | GFS: The Warriors                    | 16 de febrero de 2008   | 1     | 4:31   | Milwaukee, Wisconsin        |                                                                                    |
| Victoria  | 3–0    | Michael Skinner       | Sumisión (golpes)                | GFS: Seasons Beatings                | 1 de diciembre de 2007  | 1     | 0:36   | Milwaukee, Wisconsin        |                                                                                    |
| Victoria  | 2–0    | Lonny Amdahl          | Sumisión (lesión)                | GFS: Rumble in the Cage              | 17 de agosto de 2007    | 1     | 0:12   | Green Bay, Wisconsin        |                                                                                    |
| Victoria  | 1–0    | Tom Erspamer          | TKO (golpes)                     | GFS: Super Brawl                     | 27 de enero de 2007     | 1     | 0:24   | Estados Unidos              |                                                                                    |